# 模範村 (九龍)
九龍塘模範村（英語：Kowloon Tong Model Village，又名為九龍塘新村、九龍塘模範新村），是一條於1943年香港日治時期期間由日本軍政府建立的村落，用以安置受啟德機場擴建工程影響的村民。模範村及周邊鴨仔湖木屋區原位於現今香港九龍塘禧福道浸會大學「浸會大學道校園」一帶，於1977及1990年分階段清拆。

## 歷史

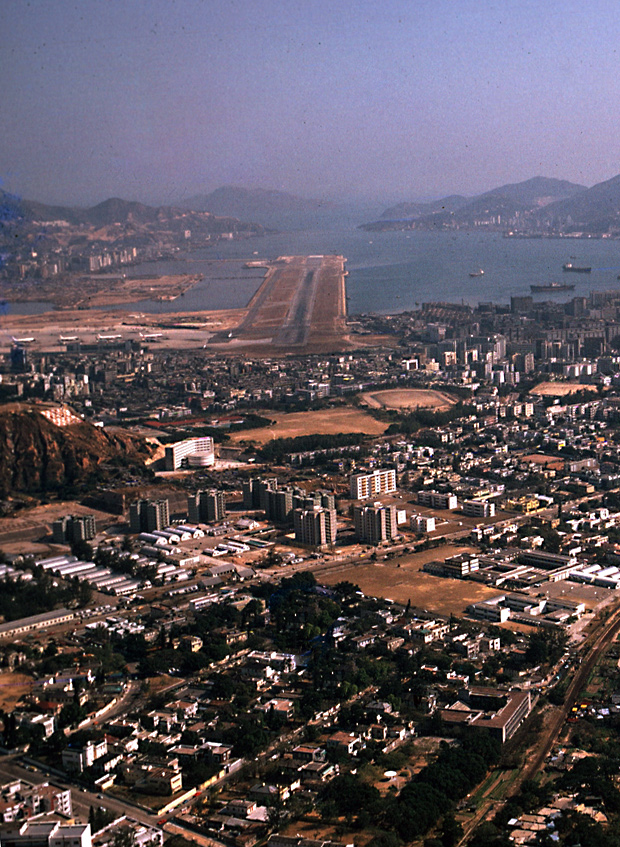
1974年，九龍仔山下的模範村（圖左中），禮賢會中學已落成

戰前，模範村所處之地原是九龍仔山西麓的一個山谷，名為獅嶺村，山谷中有一個名為鴨仔湖的蓄水塘。山谷口是九龍仔村（現今蘭開夏道及窩打老道交界）和七間屋（現今喇沙利道及對衡道交界，1950年代初清拆）。九龍仔村於1931年被清拆，鴨仔湖一帶的農舍亦於1935年被清拆，相關地段連同山谷西面的部份被平整，計劃擴展九龍塘花園城市和用作興建軍營，但因香港保衛戰爆發而遭暫緩。

##### 日治時期
1942年香港日治時期，日本軍政府宣佈擴建啟德機場。九龍城有16條鄉村受影響，位於擴建工程範圍內的居民需於1942年8月10日前遷離，範圍包括上下沙埔、蒲崗、新舊隔坑、打鼓嶺、石鼓壟、沙地園、豬屎寮、瓦窯頭、大磡村、下元嶺、馬頭涌和珓杯石等村落。衙前圍村當時已是一條建村600年的古村，他們向日方奮力反映：如村落被拆掉，村民將「無鄉可歸」，令機場擴建範圍以「S」型繞過該村，但圍外踎前的村戶亦需遷走。雖然打鼓嶺村、石鼓壟村和大磡村等亦是位於擴建工程範圍外，但日方擔心這些機場外圍村落會成會游擊隊襲擊日軍軍機的匿藏點，而且可將村屋的石材用於建設機場，所以一併清拆。
1942年6月，日方命令九龍城商民組織成立「啟德機場擴張工事居民遷後協助委員會」及「模範農村建設指導委員會」，以準備搬遷事宜。1942年9月，機場擴建工程已展開，但搬遷事宜仍未辦妥，受影響的居民有些被勸自行返鄉，有些被徙置到啟德濱因戰事而荒廢的三層高唐樓暫住。很快啟德濱亦需清拆，日方再安排居民遷往九龍塘鴨仔湖及元朗錦田。當時，衙前圍鄉長吳渭池略懂日文，他代表村民向軍政府爭取賠償，並希望日方負責建屋工作，日方同意並委任吳為新村村長（日文為農民組合長），以運用其人事網絡協助管治。
為安置受機場擴建工程影響的村民，日本軍政府計劃分別在九龍塘和羅湖興建兩條模範新村。九龍塘模範村由九龍地區事務所前副所長山下秀男領導興建，九龍城居民被安排到工地協助日方承建商建屋，工人沒有工資但每人每天可獲一斤米。模範村的規模未能安置全部二萬多名受影響居民，他們需參與抽籤決定誰可遷進模範村，而且每一戶家庭只可獲分配一間屋，不論他們擁有多少土地被徵用。能遷進模範村的都是幸運的少數居民，衙前圍村會為不中籤的族內兄弟提供臨時居所。其他不中籤的受影響居民就要流離失所地渡過戰爭時期。而遷居到元朗錦田的居民，則因沒有代表與日方交涉，只獲日軍搭建簡單的木棚和竹棚作棲身，這些居所不用多久就因風雨損毀，無法住人。
九龍塘模範村於1943年8月26日正式入伙，由九龍地區事務所所長上野專吉主持開村典禮，並有日本法師主祭。模範村佔地約3.8公頃，收容106戶居民共700多人，建有十數排共120間單層石屋，每兩間相連為一組。屋內用木板間成兩間睡房和一間廚房，沒有水電供應。
模範村村民主要來自衙前圍、蒲崗、石鼓壟和隔坑等村落，衙前圍佔其中40間。模範村每戶獲日方配給三畝位於村外的耕地，有村民種植瓜菜、番薯、辣椒和飼養雞鴨等，軍政府有時會供給菜苗和肥料，村民會到鴨仔湖取水灌溉。鴨仔湖水深多魚，有小童曾因爬入湖中捉魚而遇溺，亦有傳言日軍殺人後會將屍體掉進塘中。
除了耕作，有不少村民會替日軍打工，例如在各區的馬廄和船塢工作、於機場擴建工程做苦力和到軍營（現今九龍東軍營）開掘戰壕等。日本軍政府將九龍塘列為「特別區城」，稱為鹿島區。該區的原外籍居民被送往赤柱集中營關押。區內別墅被日本軍官及商人佔用，整個區域受日軍嚴密防衛。為打擊游擊隊活動，日軍對模範村村民的一舉一動加以監視，亦有村民因被他人告密是游擊隊成員而被遭押到軍營，嚴刑對待。

##### 戰後時期

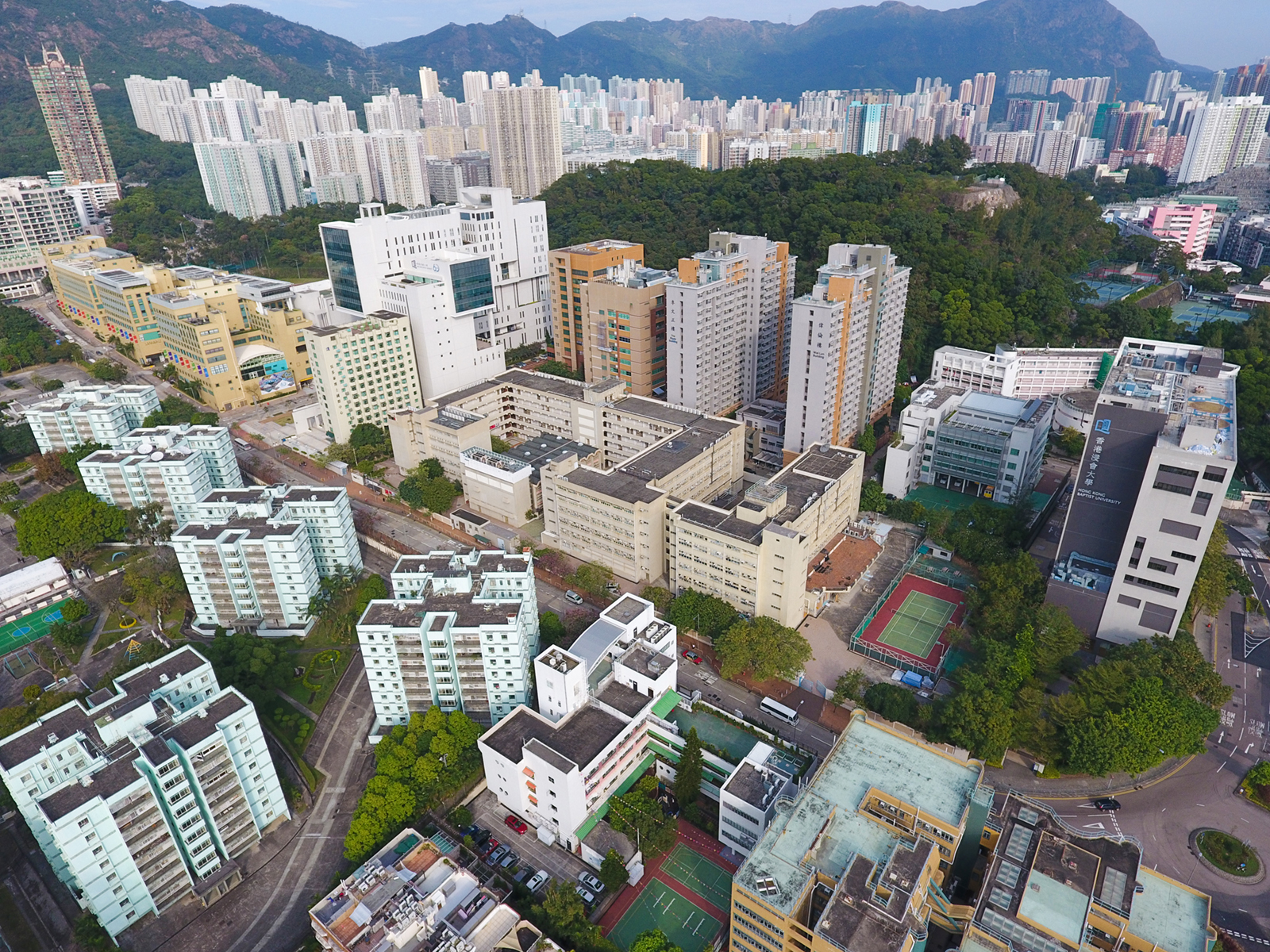
模範村清拆後的地皮

戰後，不少模範村村民返回原居地居住或遷回內地，又因建屋材料質素參差和受風雨侵蝕關係，大部份於日治時期興建的石屋已倒塌，1949年時村內剩下45間石屋和有200多名村民居住。
1945-49年，香港政府與模範村村民就村地業權及賠償發生糾紛，政府拒絕發出地契，反要求村民申請官地「臨時使用土地證」及繳納地租，並計劃清拆模範村興建廉租屋。1947年，受影響居民發起「啟德機場民業損失求償會」爭取權益，多次請願向政府。政府最後對曾因為機場擴建工程影響而需遷離的居民作出現金賠償。
1949年後，模範村南面的土地開始大幅發展，以擴展九龍塘花園城市，原有耕地變成建屋地盤。同一時間，有不少難民在模範村旁已乾涸的鴨仔湖山谷搭建木屋，成為一片木屋區。木屋區沒有自來電和自來水，只有三個簡陋的公廁。居民需從村口的四條街喉取水，亦只能使用和公共信箱收信，直至1978年才獲中華電力供電。
1956年，天主教方濟會張尊賢神父（ Fr. Otho Tchang）在木屋區搭建了一間簡陋的校舍，他自1949年來港後已開始在九龍塘播道，日間為難民子弟提供教學，晚上向村民傳福音。1959年，學校正式註冊為模範村天主教學校。1966年，學校遷至慈雲山，更名為聖文德學校至今。九龍塘宣道小學亦於1960年開辦宣道夜校，只收取非常便宜的學費，為模範村失學孩童提供教學。中華便以利會曾於模範村設立教堂，直至模範村清拆。1970年，九龍塘模範村居民福利會首屆職員就職，負責促進村內福利事宜。1978年，福利會會所重建完成。
1952年，模範村有居民共2000餘人。1970年，模範村住有約500戶，共4000餘人。1977年，模範村西面部份牽先清拆，於1979年建李惠利工業學院。1978年，模範村仍住有約300戶，共2000餘人。1990年，模範村餘下部份清拆，建成浸會大學新校園。

## 事件
- 1952年，木屋區因渠道淤塞發生水浸，約40間木屋被水淹20多天，有234名災民。[44]
- 1958年10月26日，木屋區發生大火，約250間木屋受災，約有1600名災民。[45][46][47]
- 1964年1月23日，發生雨災，約14間木屋受災，約有200名災民。[48]
- 1967年10月26日，發生火災，約30間木屋受災，約有300名災民。[49]
- 1971年5月18日，發生火災，約40間木屋受災，約有200名災民。[50]
- 1972年，木屋區因豪雨引發山泥傾瀉，84戶受災，有550名災民。[51]
- 1978年10月17日，發生山泥傾瀉，12間木屋受災，約50名居民要疏散。[52]
- 1987年9月23日，發生火災，約十多間木屋受災，約有100名災民。[53]

## 知名居民
- 吳渭池：衙前圍鄉長、模範村村長 ，居於模範村6號
- 王偉雄教授：香港哲學家[54]
- 任卓昇醫生：2019年香港十大傑青[55]
- 曹永廉：無綫電視藝人

## 流行文化
- 《孤兒救祖》（1961年）